# Schluderns
Schluderns (Italiaans: Sluderno) is een gemeente in de Italiaanse provincie Zuid-Tirol (regio Trentino-Zuid-Tirol) en telt 1876 inwoners (31-12-2004). De oppervlakte bedraagt 20,8 km², de bevolkingsdichtheid is 94 inwoners per km².

## Geografie
De gemeente ligt op ongeveer 921 m boven zeeniveau.
Schluderns grenst aan de volgende gemeenten: Glurns, Laas, Mals, Prad am Stilfserjoch.

## Externe link

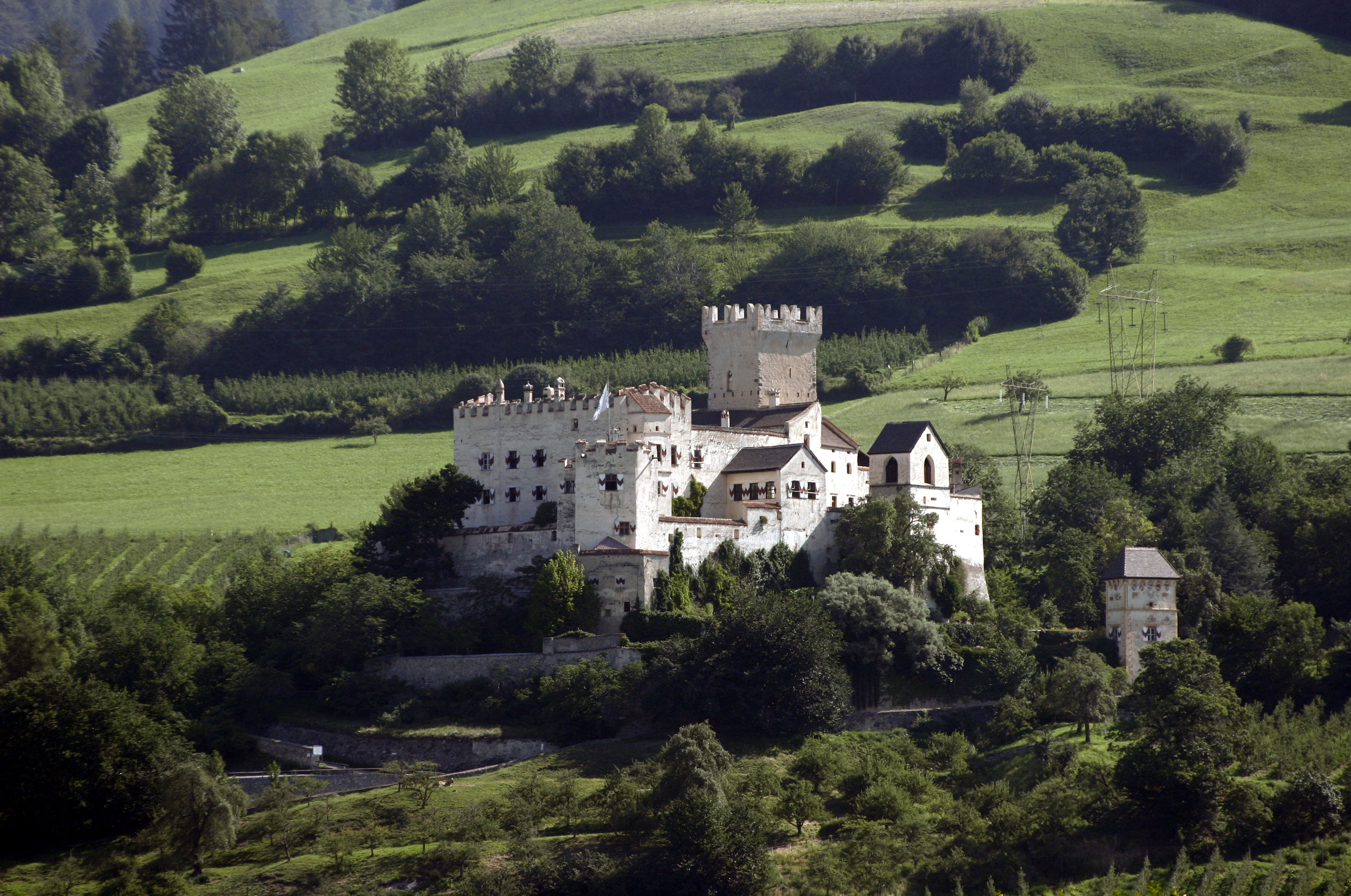
Churburg